# Love Soul Matter
Love Soul Matter è il primo singolo estratto da D-Frosted, il live acustico registrato dalla rock band svizzera Gotthard nel 1997.
Si tratta di una canzone che inneggia alla pace e all'amicizia, ed è stata eseguita dal vivo in Piazza Grande, a Locarno, con la collaborazione del coro dei ragazzi di Lamone. Questi, alla fine dell'esibizione, si sono posizionati sul palco uno di fianco all'altro, formando la scritta "Love Forever on Earth" con le lettere sulle loro magliette. Tale scena è immortalata nel video musicale del brano.
La canzone è stata pubblicata come singolo in una versione radiofonica registrata appositamente, diversa da quella contenuta in D-Frosted (che è stata comunque utilizzata per il lato B).

## Tracce
Tutte le canzoni sono state composte da Steve Lee, Leo Leoni, Chris von Rohr e Vic Vergeat.
1. Love Soul Matter (Versione radiofonica) – 3:40
2. Love Soul Matter (Live) – 3:53